# Alexander Halliday
Alexander Norman Halliday (né le 11 août 1952) est un géochimiste britannique, universitaire et le doyen fondateur de la Columbia Climate School et directeur de l'Earth Institute de l'université Columbia. Il rejoint l'Earth Institute en avril 2018, après avoir passé plus d'une décennie au Département des sciences de la Terre de l'Université d'Oxford, période pendant laquelle il est doyen des sciences et de l'ingénierie. Il est également professeur de sciences de la Terre et de l'environnement à l'université Columbia.

## Jeunesse
Halliday vient de Penzance, Cornouailles, au Royaume-Uni. Il va à l'école à la Humphry Davy Grammar School où il étudie la géologie. Il obtient son diplôme de premier cycle et son doctorat en géologie de l'université de Newcastle en 1977.

## Carrière
Halliday est professeur de géochimie à l'université d'Oxford de 2004 à 2018. Avant de venir à Oxford, il passe douze ans comme professeur à l'université du Michigan, puis six ans en Suisse, où il dirige le département des sciences de la Terre à l'ETH Zurich. Ses recherches impliquent l'utilisation de méthodes isotopiques pour étudier les processus terrestres et planétaires.
Halliday est un ancien président de la Geochemical Society, l'Association européenne de géochimie et la section volcanologie, géochimie et pétrologie de l'Union américaine de géophysique. Il participe à des conseils scientifiques et des comités consultatifs de premier plan, notamment ceux du Natural Environment Research Council, du HEFCE, du musée d'histoire naturelle de Londres, de la Société Max-Planck pour le développement des sciences, de la Royal Society et de l'American Geophysical Union. À Oxford, il est chef de la division des sciences mathématiques, physiques et de la vie (sciences et ingénierie) de 2007 à 2015. En 2014, il est élu vice-président et secrétaire de la Royal Society. Il est  membre associé étranger de l'Académie nationale des sciences des États-Unis.
Le 14 décembre 2017, il est nommé directeur du Earth Institute de l'université de Columbia. En tant que professeur au département des sciences de la Terre et de l'environnement de Columbia, Halliday partage son temps entre le campus de Columbia à Morningside et son laboratoire de géochimie à l'Observatoire de la Terre Lamont-Doherty.

## Recherches
Alex Halliday est un géochimiste des isotopes connu pour ses nouvelles techniques de spectrométrie de masse et leurs applications aux sciences de la Terre et des planètes. Passionné d'innovation technologique, la plupart des recherches récentes de Halliday portent sur le développement et l'utilisation de nouvelles techniques de spectrométrie de masse pour faire la lumière sur l'origine et le développement précoce du système solaire et les processus terrestres récents, tels que l'érosion continentale et le climat. Cependant, il est également engagé dans d'autres études, telles que les mécanismes des éruptions volcaniques et la formation de gisements de minéraux et d'hydrocarbures. Halliday a plus de 400 articles de recherche publiés.
Les réalisations scientifiques de Halliday sont récompensées par des prix tels que: la médaille Murchison de la Société géologique de Londres le prix Bowen et la médaille Hess de l'American Geophysical Union, la médaille Urey de l'Association européenne de géochimie et la médaille Oxburgh de l'Institut de mesure et de contrôle. Il est élu membre de la Royal Society en 2000 et associé étranger de l'Académie nationale des sciences des États-Unis en 2015. Il est nommé Knight Bachelor dans les honneurs du Nouvel An 2019 pour ses services à la science et à l'innovation.